# Drgawki gorączkowe
Drgawki gorączkowe – drgawki występujące u dzieci w wieku 6 miesięcy do 5 lat (najczęściej pomiędzy 18 a 24 miesiącem życia), pojawiające się w przypadku gorączki w przebiegu ostrych infekcji, u których wykluczono ostrą chorobę OUN z zapaleniem opon mózgowo-rdzeniowych włącznie.
Drgawki gorączkowe występują podczas zapalenia płuc, zapalenia ucha środkowego, nieżytu oskrzeli. Temperatura zwykle wynosi 39-40 °C. Dzieci, u których drgawki występują poniżej temperatury 38,5 °C, obciążone są większym ryzykiem rozwoju padaczki. Drgawki ujawniają się w 50% w ciągu pierwszych 24 godzin infekcji, nierzadko jednak bywają pierwszym objawem rozpoczynającej się infekcji (jeszcze przed wystąpieniem gorączki). Szacuje się, że przynajmniej jeden incydent tego rodzaju drgawek występuje u 2-4% dzieci poniżej 5 roku życia. Przyjmuje się, że o wystąpieniu drgawek gorączkowych decydują 3 czynniki:
- stopień zwyżki temperatury
- wiek dziecka
- predyspozycja genetyczna (wywiad wskazuje, że drgawki gorączkowe występowały także u 17% rodziców i 22% rodzeństwa).

Występowanie drgawek gorączkowych tłumaczy się niedojrzałością OUN, zwłaszcza niezakończonymi procesami mielinizacji oraz niedojrzałością układu neuroprzekaźników, zwłaszcza dotyczących GABA. Ważną rolę w patogenezie drgawek gorączkowych odgrywa też hiponatremia.
Leczenie polega przede wszystkim na obniżaniu temperatury ciała metodami fizycznymi (chłodne okłady) oraz na podawaniu leków przeciwgorączkowych. Zwalczenia napadu drgawkowego polega na podaniu np. diazepamu (0,5 mg/kg m.c. dożylnie, domięśniowo lub doodbytniczo) lub klonazepamu (0,5 mg).